# Carotisstenose
Carotisstenose is een stenose (vernauwing) van de arteria carotis, een halsslagader.
Deze vernauwing wordt dikwijls veroorzaakt door een atherosclerotische plaque (vetafzetting in de vaatwand), meestal ter hoogte van de carotisbifurcatie. Deze plaque kan voor trombose (bloedpropjes) zorgen. Deze bloedpropjes kunnen losraken van de plaque en zorgen voor afsluiting van vaten verderop in het vaatstelsel. Dit kan men merken aan de hand van een TIA, een herseninfarct en/of amaurosis fugax (plotselinge blindheid aan één oog, wat binnen enkele minuten weer kan opklaren). 
Soms, maar zeker niet altijd, is het mogelijk en zinvol een carotisstenose operatief te behandelen. Behandeling wordt over het algemeen overwogen als de stenose een bepaalde mate heeft bereikt en duidelijke klachten geeft, zoals een TIA, een herseninfarct of amaurosis fugax. Voor vrouwen geldt een vernauwing van 70% of meer als behandelindicatie, voor mannen is dit 50% of meer. De behandelopties zijn: carotisendarteriëctomie of carotis-stenting. Uit onderzoek blijkt dat carotis-stenting een iets betere prognose geeft in de eerste 6 maanden post-operatief, maar na die 6 maanden blijkt er geen significant verschil te zijn tussen de twee behandelingen. Voor de beste behandeling kan men het beste varen op de behandelingservaring van de desbetreffende chirurg.